# ルイ・パトリス
ルイ・パトリス（Louis Patris、2001年6月7日 - ）は、ベルギー・ナミュール州ジャンブルー出身のサッカー選手。RSCアンデルレヒト所属。ポジションはDF。

## 経歴
2006年に地元のアマチュアクラブでサッカーを始め、2010年にスタンダール・リエージュの下部組織へ引き抜かれた。しかし、2015年にチームから放出されたため、OHルーヴェンへ移籍した。
2021年3月1日、ロイヤル・アントワープFCとのリーグ戦にて、先発フル出場したことでプロデビューを果たし、2-0での完封勝利に貢献した。2022-23シーズン、リーグ戦で33試合2得点8アシストという成績を収めると、シーズン中にU-21ベルギー代表から初招集を受け、シーズン終了後にはRSCアンデルレヒトやクラブ・ブルッヘといったクラブからの関心を集めた。
2023年7月8日、RSCアンデルレヒトに移籍した。